# خناتة بنت بكار
خناثة بنت الشيخ بكار المغافري والمعروفة بخناتة بنت بكار (توفيت سنة 1730 م / جمادى الأولى عام 1159 هـ) فقيهة وأديبة وعالمة وسياسية، وأول امرأة تتولى الوزارة في المغرب؛ أحسنت القراءات السبع، وعالمة بالحديث، متصوفة، وهي زوج ومستشار المولى إسماعيل ووالدة السلطان عبد الله بن إسماعيل. تولت تربية ورعاية حفيدها السلطان محمد بن عبد الله.

## حياتها
حين غزا السلطان إسماعيل صحراء سوس سنة 1089 هـ، قدمت عليه وفود العرب من عرب المعقل الذين أدوا طاعتهم، وكان في ذلك الوفد الشيخ بكار المغافري الشنقيطي والد الحرة خناثة التي أهداها إلى السلطان فتزوجها ووصفها الناصري؛ بأنها كانت ذات جمال وفقه وأدب.
وقد استطاعت خناثة أن تتميز وسط البلاط العلوي بحظوتها العلمية والفقهية وبنسبها المغافري، التي تنحدر منه أيضا أم السلطان إسماعيل "للا مباركة"، فتشربت تربية القصر، ففيه تعلمت وتثقفت، يذكر القادري في كتابه نشر المثاني، أن الشيخ أبي عبد الله محمد المكي الدكالي هو الذي كان يصحح لها اللوح الذي تكتبه بيدها لحفظ القرأن.
توفيت في جمادى الأولى عام 1159 هـ ودفنت بروضة الأشراف من المدينة البيضاء بفاس الجديد.

## مسيرتها السياسية
كانت أول امرأة تتولى الوزارة في المغرب، إثر وفاة السلطان العلوي مولاي إسماعيل. لقد كان للسيدة خناثة أدوار سياسية كبيرة في تاريخ المغرب؛ خاصة خلال الفترة التي حكم فيها ابنها السلطان المولى عبد الله، حيث تعرضت للعديد من المضايقات والمحن من النفي إلى السجن والمطاردة والسلب. بعد العزل الأول للمولى عبد الله، ومبايعة أبو الحسن الأعرج على يد سالم الدكالي أحد كبار قواد جيش البخاري.

ويحكي الناصري في الاستقصا: 

فإن أول ما قام به السلطان أبو الحسن هو إلقاء القبض على خناثة رفقة حفيدها محمد بن عبد الله، يقول الضعيف الرباطي:
وفي رمضان من عام 1153 هـ، لعبت خناثة دورا أساسيا في صلح السلطان عبد الله مع قبائل الودايا. وفي يوم الخميس موافق 30 ربيع الأول 1154 هـ جاءت خناثة بنت البكار هاربة من مكناسة، ودخلت فاس الجديد خوفا على نفسها من العبيد لما سمعته من عزل ولدها.

### جيش الودايا
شكل جيش الودايا درعا سياسيا واجتماعيا لمكانة خناثة داخل نظم الدولة قبل وحتى بعد وفاة المولى إسماعيل، حتى إن مكانتها وتميزها جعلا أحد الإنجليز وهو جون ويندهاس يشير إليها في كتاباته، واصفا رجوعها من عرب المعقل بقبائل المغافرة بالساقية الحمراء في موكب سلطاني يتكون من عشرين ألف رجل.

### العلاقات الخارجية
كما لعبت السيدة خناثة دورا بارزا في تثبيت اتفاقية السلام والتجارة التي وقعت بمكناس بين الإيالة الشريفة ودولة بريطانيا العظمى في شخص سفيرها شارل ستيوارت خلال صيف سنة 1721م، نفس السفير كانت له مراسلات مع السيدة خناثة بخصوص طلب دعمها لهذه الاتفاقية، وبشأن التدخل لدى السلطان للإفراج عن عدد من الأسرى الإنجليز. وتذكرها المصادر الإنجليزية باسم «كوينتا» الذي يرجع لاسم خوينتا، وهو لقبها بين المقربين منها.
كما تحفظ بعض المتاحف مخطوطة وهي رسالة تحمل طابعها موجهة إلى سكان مدينة وجدة، تنصحهم وتطمئنهم بشأن المخاوف التي كانت تراودهم من قبل جيرانهم الأتراك في المغرب الأوسط.

## مسيرتها العلمية
لها تعليقات على كتاب الإصابة في تمييز الصحابة لابن حجر العسقلاني وهي محفوظة في الخزانة الملكية بالرباط، كما عرف عنها غيرتها على العلماء، ويكفي أنها كانت سببا في نجاة الفقيه المفسر عمر لوقش التطواني من عقاب ابنها السلطان المولى عبد الله إثر وشاية بعض المكناسيين. هي من اقترح بناء مسجد خناتة بنت بكار في مدينة مكناس، الذي انهار في فبراير 2010.

### الحج
خلال سنة 1143 هـ بعث السلطان المولى عبد الله ولده الأمير المولى محمد رفقة أمه السيدة خناثة بنت بكار إلى الديار المقدسة، وفي موكبها للحج استقبلت بطرابلس الغرب حين حل بها استقبالا فاخرا خرج فيه للقائهم حاكم هذه الجهة وولده مع لمة من أصحابه وشارك فيـه أهل البلد، كما شاركـت فيه البحرية الطرابلسية بعدة طلقات من مدافع كبار في التسليم والتوديع، وقد استمر على هذه الاحتفالات مدة إقامتها بطرابلس وكذلك فعل في أوبتهما.

قام بتسجيل الرحلة الوزير أبو محمد عبد القادر الجيلاني الإسحاقي، ويصف حج الأميرة: 
فقوبلت بحفاوة كبيرة من أهل الحرمين، وفرقت هناك على المحتاجين وذوي البيوتات ما يزيد على مائة ألف دينار وأكرمها العلماء ومدحها الشعراء، ومن جملة ما مُدحت به قصيدة للشيخ محمد بن علي بن فضل الحسيني الطبري إمام المقام الإبراهيمي قال فيها:
| فاحت بها أرجاء مكة رغبة       |  | ومحبة من سائر الأخيار   |
| وهي الحقيقة بالجلالة في الورى |  | فجلالة الأضياف ليس بعار |

وحرر لها الوزير الذي رافقها وبطلب منها فتوى بمكة المكرمة تجيز تملك العقار في البلد الحرام.

## كتب عنها
رواية "الملكة اخناثة" لأمينة اللوه وهي أول رواية مغربية كتبتها أمرأة، صدرت سنة 1954 عن مطبوعات معهد مولاي الحسن، نالت عنها جائزة المغرب للآداب المنظمة في منطقة الحماية الإسبانية في نفس السنة
رواية "خناثة ألر الرحمة" لعبد الإله بن عرفة، عن دار الآداب، بيروت، لبنان، الطبعة الأولى 2018

## وصلات خارجية
- خناثة بنت بكار..عنقاء الصحراء رابطة العلماء المحمدية.

### لمزيد من المطالعة
- الحياة الأدبية في المغرب على عهد الدولة العلوية. الدار البيضاء : دار الرشاد الحديثة، الطبعة الأولى 1977) محمد الأخضر
- بداية دخول المرأة المغربية إلى دار فقيهة : لطيفة حليم.. (ندوة دولية حول تعليم المرأة) فاس : كلية الآداب 1, ظهر المهراز.1' 12' 13' أبريل 2002.
- الروضة السليمانية في ذكر ملوك الدولة الإسماعيلية، أبو القاسم الزياني.
- “جولة في تاريخ المغرب الديبلوماسي”، 1967. عبد الهادي التازي.
- “الملكة خناثة قرينة المولى إسماعيل”، تطوان، د.آمنة اللوه.